# Rafał Jackiewicz
Rafał Jackiewicz (* 17. Februar 1977 in Mińsk Mazowiecki) ist ein polnischer Profiboxer und ehemaliger Kickboxer.

## Kickboxen
Rafał Jackiewicz wurde 1996, 1997 und 2000 Polnischer Meister im Leichtkontakt- sowie Vollkontakt-Kickboxen. Zudem gewann er im Oktober 1996 eine Bronzemedaille im Leichtkontakt bei der WAKO-Europameisterschaft in Belgrad.

## Boxen
2001 startete er als Profiboxer und gewann sein Debüt am 17. Februar gegen Milan Smetana. Bis Oktober 2005 erarbeitete er sich eine durchwachsene Kampfbilanz mit 15 Siegen, 8 Niederlagen und einem Unentschieden. Er verlor unter anderem gegen den späteren WBA-Weltmeister Jurij Nuschnenko, den Amateur-Europameister Jacek Bielski, den späteren Europameister Ted Bami und gegen Malik Cherchari. Sein bis dahin bedeutendster Erfolg war ein K.-o.-Sieg in der ersten Runde gegen den ehemaligen IBF-WM-Herausforderer Allan Vester im Oktober 2003 in Zwickau. Weitere Erfolge waren der Sieg der polnischen Meisterschaft im Dezember 2003 gegen Vasile Herteg und ein Rückkampfsieg gegen Mariusz Biskupski im April 2004, gegen den er im Februar 2003 noch verloren hatte.
Von Oktober 2005 bis September 2010 blieb er in 21 Kämpfen ungeschlagen. Im Juni 2006 besiegte er Joel Mayo beim Kampf um den IBC-Titel, verteidigte ihn gegen Nicolas Guisset und schlug Mayo auch in einem Rückkampf. Im September 2008 gewann er den Europameistertitel (EBU) einstimmig nach Punkten gegen Jackson Osei Bonsu und verteidigte den Titel erfolgreich gegen den späteren IBF-Weltmeister Dejan Zavec und den ebenfalls ungeschlagenen Italiener Luciano Abis. In einem IBF-Titelausscheidungskampf konnte er zudem im November 2009 den dreifachen WM-Herausforderer Delvin Rodriguez schlagen. Nach einem folgenden Sieg gegen Turgay Uzun, boxte Jackiewicz am 4. September 2010 um den IBF-Weltmeistertitel gegen Dejan Zavec, verlor jedoch den Kampf in Ljubljana durch knappe Mehrheitsentscheidung der Punktrichter.
Im Oktober 2011 unterlag er gegen Kell Brook beim Kampf um den WBA-Interconti-Titel, wurde jedoch im Mai 2012 mit einem erneuten Sieg gegen Luciano Abis EU-Meister der EBU. Bei zwei Europameisterschaftskämpfen verlor er 2013 gegen Leonard Bundu und 2014 gegen Gianluca Branco.

## Weiteres
Im Oktober 2014 bestritt er seinen ersten MMA-Kampf, verlor aber gegen Marcin Parcheta.